# Museu do Pão (Seia)

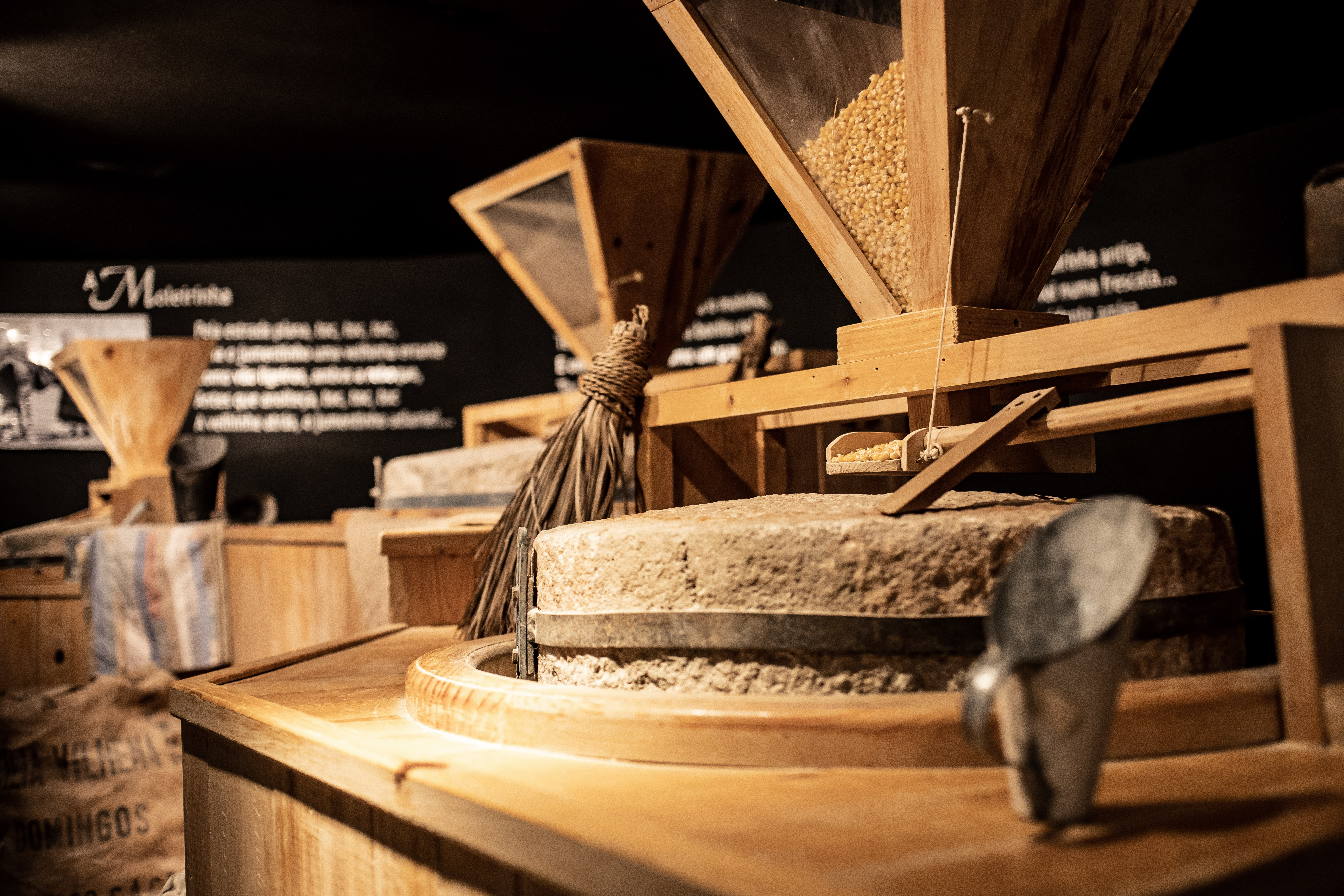
Sala Ciclo do Pão

O Museu do Pão é um museu localizado em Seia, Portugal, dedicado à temática do pão. Foi inaugurado em setembro de 2002, em Seia, na Serra da Estrela e é hoje uma das maiores referências da museologia em Portugal e o maior complexo dedicado ao tema em todo o mundo.
Oferecendo uma experiência multissensorial através da visita às quatro salas temáticas do museu, um bar-biblioteca, uma mercearia tradicional e um restaurante, o Museu do Pão recolhe continuamente, preserva e exibe objetos e património do pão português.
O Museu do Pão faz parte do grupo empresarial O Valor do Tempo.

## Salas expositivas

#### Ciclo do Pão
A sala do Ciclo do Pão reconstitui o antigo ciclo tradicional do pão português no seu contexto histórico, através de catorze painéis ilustrados, a que se juntam as alfaias e os utensílios que atestam que fazer pão é originalmente um processo muito artesanal. 
As cestas da padeira, a bicicleta-pasteleira que fazia a distribuição do pão, as balanças, os ditados e as lengalengas do passado partilham o espaço com os diversos cereais. Nesta sala, três moinhos em contínua laboração oferecem a magia do som de antigamente, a remeter para o passado.

#### Arte do Pão
A arte é marcada pela inspiração no pão, enquanto expressão de ideias, emoções e formas de ver o mundo. Por entre objetos em azulejo, prata, cerâmica, vidro ou madeira, aqui se destacam também a filatelia, a iconografia, os postais e a arte sacra desde sempre ligada ao pão, numa tradição multissecular. E a pintura, pelo pincel de Velhô, pintor português cuja cor e traço devolvem à terra a sua poesia.

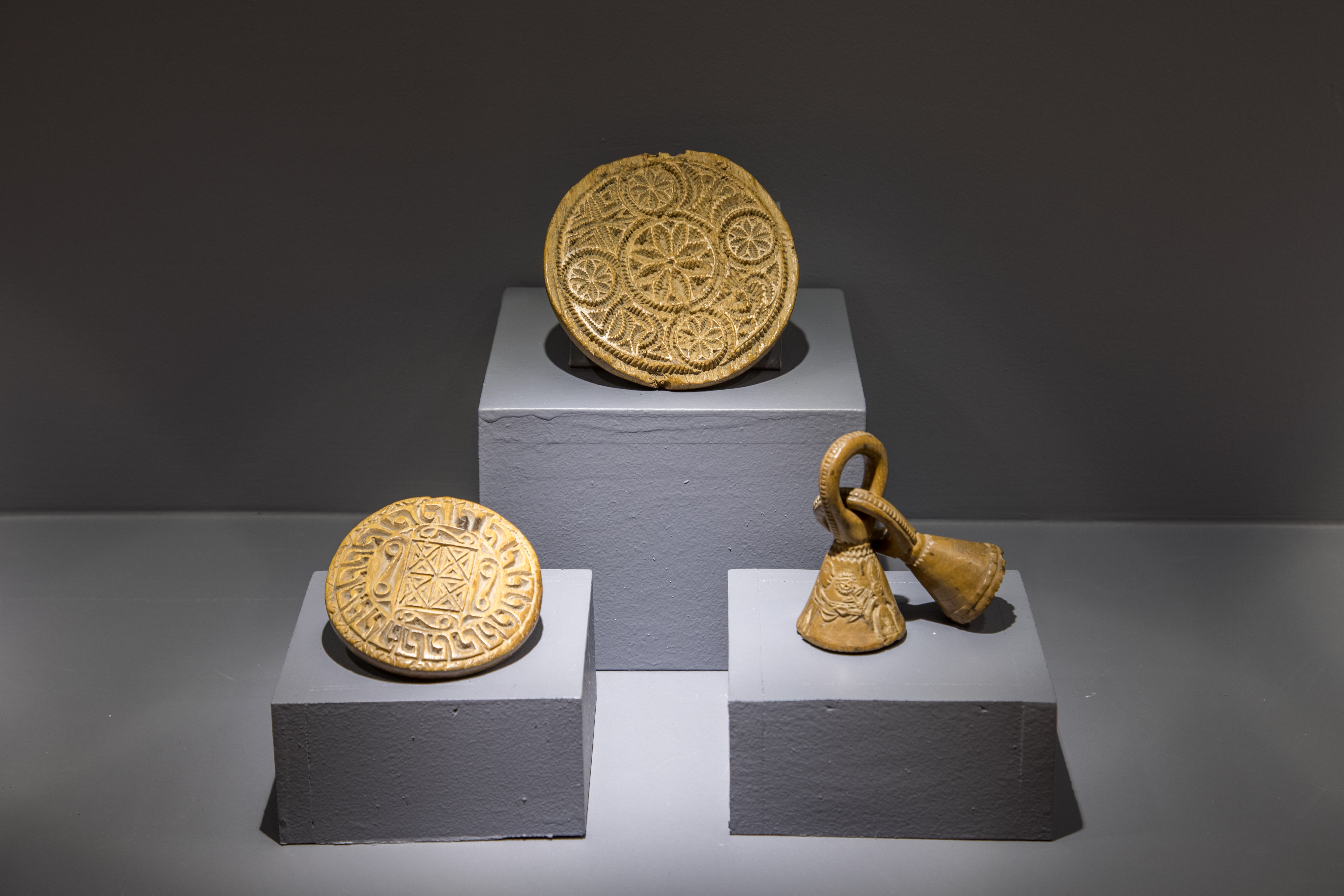
Sala Arte do Pão

#### Pão Político, Social e Religioso
300 anos da história do pão são revistos em centenas de documentos originais, que reconstituem a história do pão em Portugal desde a restauração da independência até à restauração da democracia. 
A simbologia do pão na religião é muitas vezes associada ao sagrado, evidenciando a sua importância como um dos alimentos essenciais mais antigos, não apenas para o corpo, mas sobretudo afirmando-se como uma base espiritual que simboliza vida, renovação, prosperidade, humildade e sacrifício.
A escrivaninha de Fernando Pessoa, bem como uma rara primeira edição da sua obra, Mensagem, estão aqui em exposição permanente. Este objeto pessoal onde o poeta se inspirava para escrever as suas obras foi adquirida em leilão à família do poeta, bem como os seus icónicos óculos, atualmente cedidos à A Brasileira do Chiado, em Lisboa.

#### O Maravilhoso Mundo dos Hérmios[9]

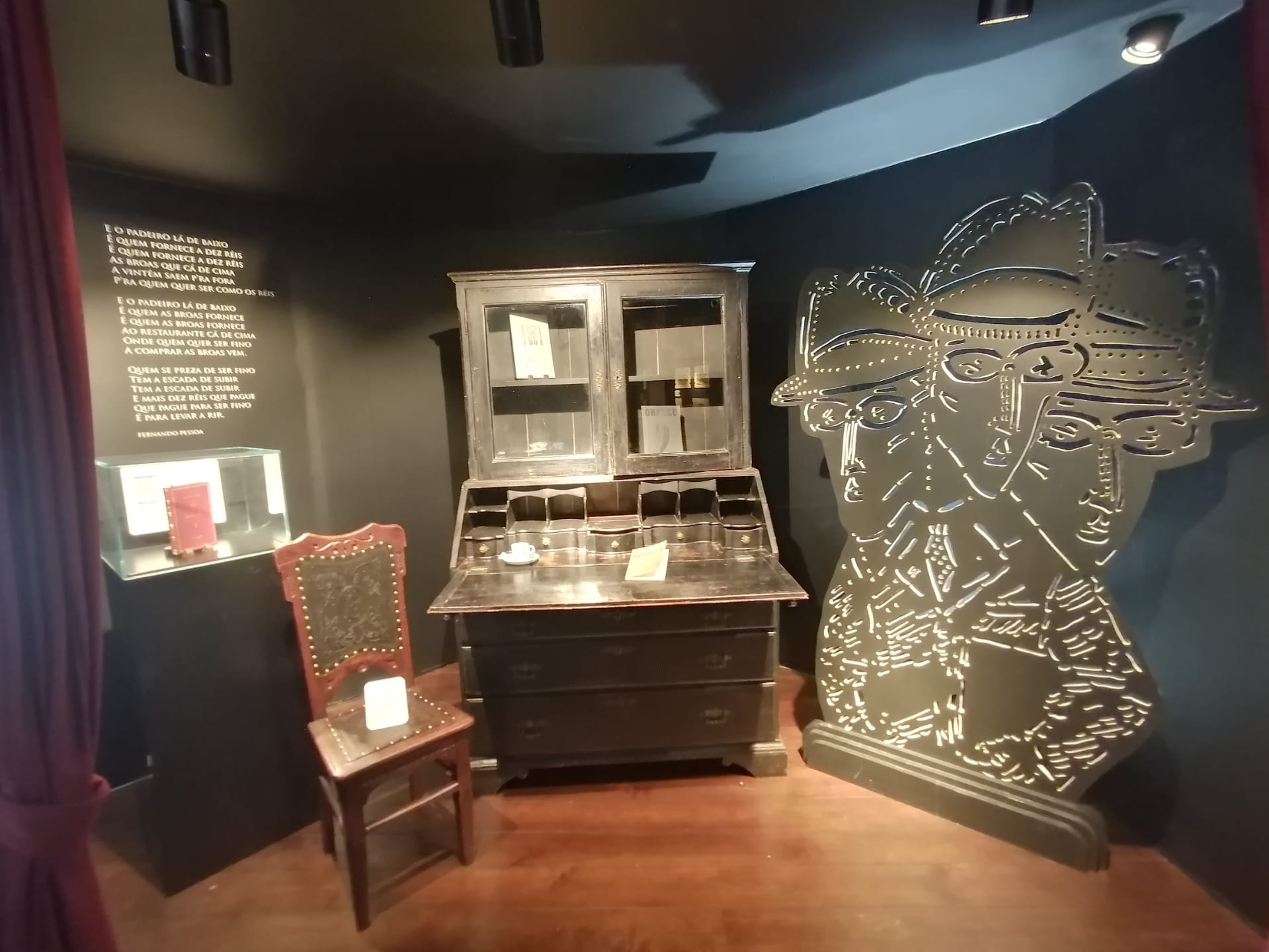

O espaço temático é especialmente dedicado ao público infantojuvenil, numa sala didática e pedagógica. Aqui, os gnomos da tribo dos Hérmios, protetores dos primeiros habitantes dos montes Hermínios, convidam a uma viagem imaginária e mitificada ao passado do pão, cheia de movimento, luz e cor. Um espaço onde a história e a lenda se cruzam e onde o pão passa pelos nossos olhos e pelas mãos. No final da visita é hora de pôr a mão na massa e moldar o pão que, depois de passar pelo forno, permite levar a magia para casa.

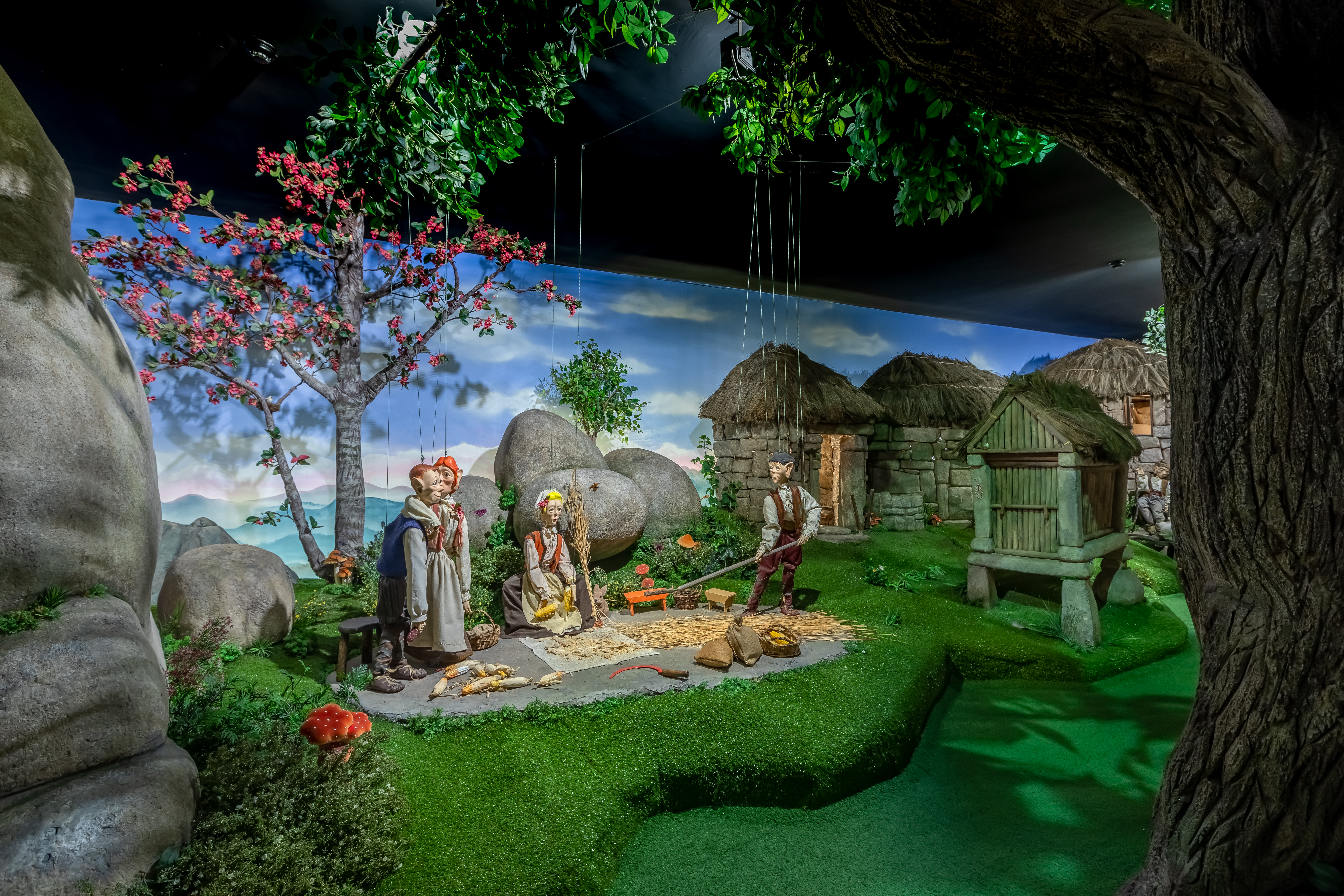
Sala O Maravilhoso Mundo dos Hérmios

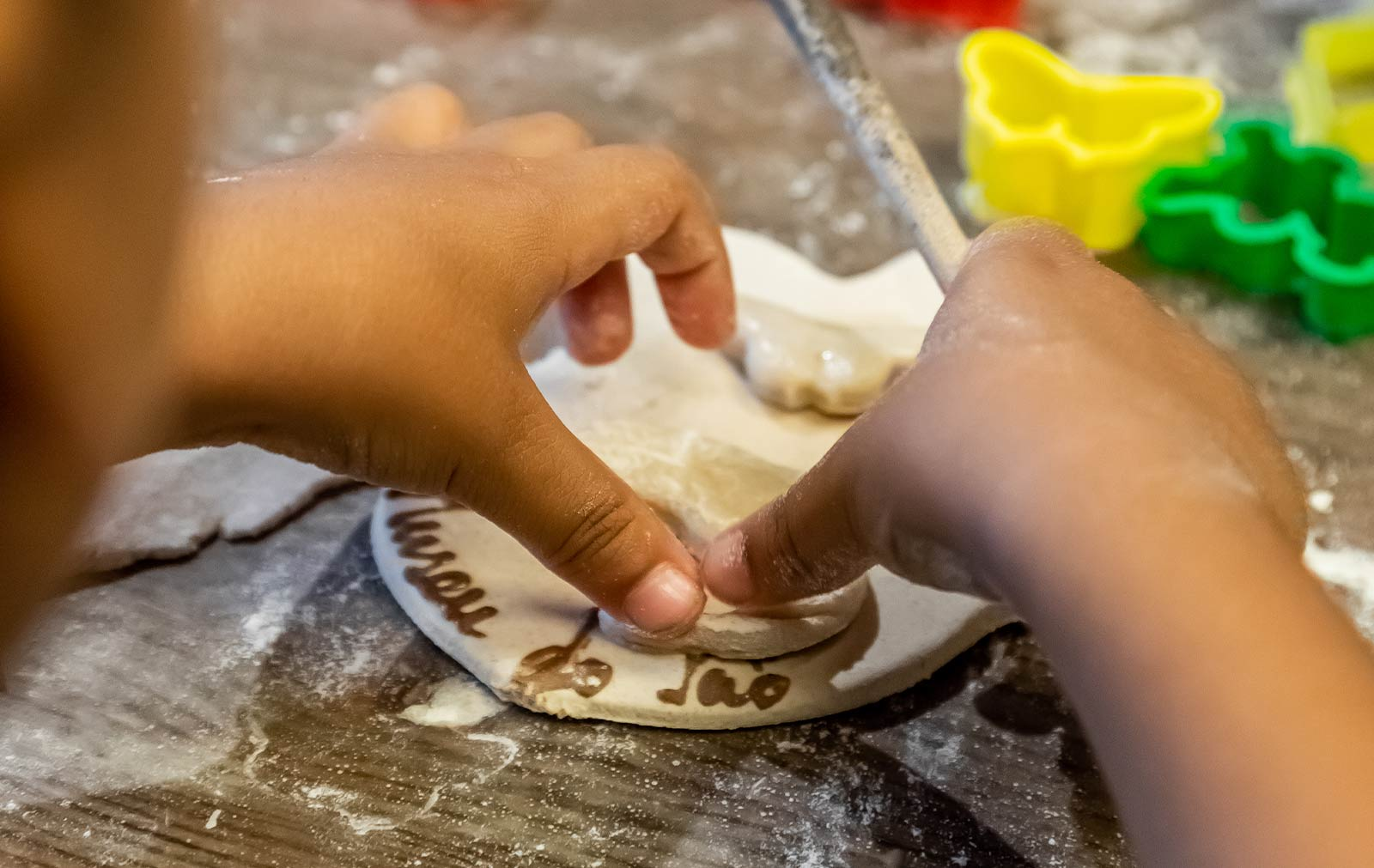
Espaço temático